# John Adson
John Adson, född ca 1587, död 29 juni 1640 i London, engelsk kompositör och sinkamusiker. Inte mycket är känt om Adsons tidiga liv, men det är dokumenterat att han ca 1604 spelade sinka vid Karl III:s hov.
Adson komponerade till viss del musik för teatern. Hans mest kända verk är Courtly Masquing Ayres, som utkom 1621. Verket består av 31 livliga danskompositioner på ayre-temat.